# Норвуд (Кентуккі)
Норвуд (англ. Norwood) — місто (англ. city) в США, в окрузі Джефферсон штату Кентуккі. Населення — 379 осіб (2020).

## Географія
Норвуд розташований за координатами 38°15′8″ пн. ш. 85°36′39″ зх. д. / 38.25222° пн. ш. 85.61083° зх. д. (38.252175, -85.610868).  За даними Бюро перепису населення США в 2010 році місто мало площу 0,30 км², уся площа — суходіл.

## Демографія
Згідно з переписом 2010 року, у місті мешкало 370 осіб у 155 домогосподарствах у складі 106 родин. Густота населення становила 1214 особи/км².  Було 168 помешкань (551/км²).
Расовий склад населення:
| - 95,9 % — білих - 1,1 % — чорних або афроамериканців - 0,8 % — азіатів |

До двох чи більше рас належало 2,2 %. Частка іспаномовних становила 2,4 % від усіх жителів.
За віковим діапазоном населення розподілялося таким чином: 24,6 % — особи молодші 18 років, 60,3 % — особи у віці 18—64 років, 15,1 % — особи у віці 65 років та старші. Медіана віку мешканця становила 39,4 року. На 100 осіб жіночої статі у місті припадало 95,8 чоловіків;  на 100 жінок у віці від 18 років та старших — 86,0 чоловіків також старших 18 років.
Середній дохід на одне домашнє господарство  становив 92 374 долари США (медіана — 73 125), а середній дохід на одну сім'ю — 99 013 долари (медіана — 93 750). За межею бідності перебувало 4,7 % осіб, у тому числі 0,0 % дітей у віці до 18 років та 5,6 % осіб у віці 65 років та старших.
Цивільне працевлаштоване населення становило 188 осіб. Основні галузі зайнятості: науковці, спеціалісти, менеджери — 19,1 %, освіта, охорона здоров'я та соціальна допомога — 19,1 %, фінанси, страхування та нерухомість — 13,8 %, виробництво — 9,6 %.